# Conura immaculata
Conura immaculata är en stekelart som först beskrevs av Cresson 1865.  Conura immaculata ingår i släktet Conura och familjen bredlårsteklar. Inga underarter finns listade i Catalogue of Life.